# Sociedad Aragonesa de Ciencias Naturales
Sociedad Aragonesa de Ciencias Naturales (SACN) va ser una societat científica fundada a Saragossa el 1902, que a partir del 1919 passà a denominar-se Sociedad Ibérica de Ciencias Naturales (SICN). Els seus impulsors van ser un nombrós grup de naturalistes aragonesos, però també de residents d'altres províncies espanyoles amb interès investigador a Aragó.
La Sociedad Aragonesa de Ciencias Naturalesva va estar influïda per personalitats religioses, dins de les quals destaquen els jesuïtes. Els científics que més presència van tenir en la mateixa van ser l'entomòleg Longí Navàs i Ferré i el botànic, seglar, Carles Pau i Espanyol. La Societat Aragonesa, que va dedicar bona part de la seva activitat als estudis zoològics i botànics i, en menor mesura, als geològics, va desaparèixer en 1918, però es va transformar, sense interrupció, en la Sociedad Ibérica de Ciencias Naturales.
Entre els fins d'aquesta societat científica estaven l'estudi dels éssers naturals de qualsevol territori, però principalment d'Aragó, la concessió de premis, la publicació d'articles, memòries, comunicacions i cròniques científiques, així com l'organització d'excursions col·lectives, sessions i congressos científics. El seu lema era "Scientia, Pàtria, Fides" i en els seus estatuts figurava la prohibició d'atacar la doctrina catòlica. Malgrat no caracteritzar-se per difondre les teories evolucionistes, va aportar notables estudis sobre zoologia, botànica, geologia i antropologia, especialment en morfologia i taxonomia. En 1907 va organitzar el congrés "Linneo en España: Homenaje a Linneo" i el 1908 el Primer Congrés de Naturalistes Espanyols, tots dos a Saragossa. El 1919 va canviar la seva denominació per la de "Sociedad Ibérica de Ciencias Naturales" en nom d'ampliar l'àmbit geogràfic d'acció i va entrar finalment en crisi amb motiu de la Guerra Civil Espanyola (1936-39). Inspirada en aquesta institució, el 1985 es va fundar la «Sociedad Aragonesa de Ciencias de la Naturaleza».
Durant la seva història es va publicar el Boletín de la Sociedad Aragonesa de Ciencias Naturales entre el 1902 i el 1918, i el Boletín de la Sociedad Ibérica de Ciencias Naturales entre el 1919 i el 1936. També s'arribà a publicar un tom de la Revista de la Sociedad Ibérica de Ciencias Naturales el 1938, i diversos números de Memorias de la Sociedad Ibérica de Ciencias Naturales, i algunes altres publicacions, com les actes dels congressos.